# 珀和库富勒
珀和库富勒（法語：Peux-et-Couffouleux，法語發音：[pø e kufulø]）是法国阿韦龙省的一个市镇，属于米约区。

## 地理
珀和库富勒（43°46'18"N, 2°52'33"E）面积21.71 平方千米，位于法国奧克西塔尼大區阿韦龙省，该省份为法国南部内陆省份，位于法國中央高原南部，北起顺时针与康塔爾省、洛泽尔省、加尔省、埃罗省、塔恩省、塔恩-加龙省和洛特省接壤。
与珀和库富勒接壤的市镇（或旧市镇、城区）包括：布吕斯克、卡马雷斯、米拉松、穆讷-普罗昂库、巴尔、韦布尔河畔米拉。

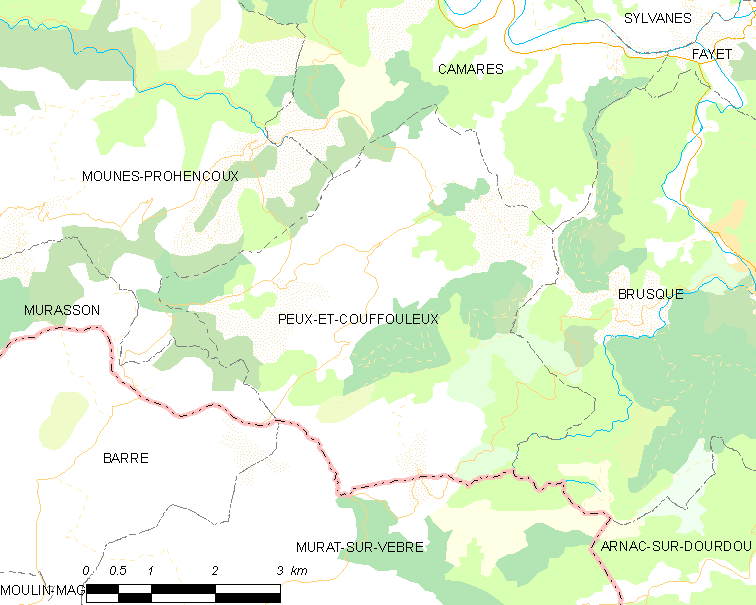
珀和库富勒的OSM定位图

珀和库富勒的时区为UTC+01:00、UTC+02:00（夏令时）。

## 行政
珀和库富勒的邮政编码为12360，INSEE市镇编码为12179。

## 政治
珀和库富勒所属的省级选区为科斯-鲁日耶县。

## 人口

1962-2008年间珀和库富勒人口变化图示

珀和库富勒于2022年1月1日时的人口数量为87人。